# Маргаріда Моура
Маргаріда Моура (порт. Margarida Moura; нар. 30 липня 1993) — колишня португальська тенісистка.
Найвищу одиночну позицію світового рейтингу — 719 місце досягла 11 червня 2012, парну — 504 місце — 15 квітня 2013 року.
Здобула 2 парні титули туру ITF.

## Фінали ITF

### Парний розряд: 4 (2–2)
| Легенда         |
| --------------- |
| турніри $50,000 |
| турніри $25,000 |
| турніри $10,000 |

| Фінали за покриттям |
| ------------------- |
| Тверде (1–0)        |
| Ґрунт (0–2)         |
| Килим (1–0)         |

| Результат | Ранг | Дата             | Турнір                     | Покриття | Партнерка             | Суперниці                                     | Рахунок          |
| --------- | ---- | ---------------- | -------------------------- | -------- | --------------------- | --------------------------------------------- | ---------------- |
| Перемога  | 1.   | 28 травня 2012   | ITF Кантаньєде, Португалія | Килим    | Жоана Валле Коста     | Айда Мартінес Санхуан Паула Мосете Таламантес | 7–5, 6–1         |
| Поразка   | 1.   | 18 червня 2012   | ITF Мадрид, Іспанія        | Ґрунт    | Ольга Паррес Аскойтія | Татьяна Буа Меліна Ферреро                    | 4–6, 1–6         |
| Поразка   | 2.   | 16 липня 2012    | ITF Кнокке, Бельгія        | Ґрунт    | Татьяна Буа           | Беатріс Моралес Ернандес Александра Нанкерроу | 1–6, 6–4, [6–10] |
| Перемога  | 2.   | 5 листопада 2012 | ITF Гімарайнш, Португалія  | Тверде   | Жоана Валле Коста     | Катінка фон Дайхманн Штефані Штеммер          | 7–5, 3–6, [10–7] |

## Участь у Кубку Федерації

### Одиночний розряд
| Розіграш                                         | Стадія | Дата          | Місце          | Супротивник     | Покриття | Суперниця   | W/L | Рахунок  |
| ------------------------------------------------ | ------ | ------------- | -------------- | --------------- | -------- | ----------- | --- | -------- |
| Кубок Федерації 2013 зона Європа/Африка, група I | R/R    | 8 лютого 2013 | Ейлат, Ізраїль | Велика Британія | Тверде   | Лора Робсон | L   | 2–6, 1–6 |

### Парний розряд
| Розіграш                                         | Стадія | Дата          | Місце          | Супротивник                                   | Покриття | Партнерка         | Суперниці                    | W/L | Рахунок  |
| ------------------------------------------------ | ------ | ------------- | -------------- | --------------------------------------------- | -------- | ----------------- | ---------------------------- | --- | -------- |
| Кубок Федерації 2012 зона Європа/Африка, група I | R/R    | 3 лютого 2012 | Ейлат, Ізраїль | Збірна Нідерландів з тенісу в Кубку Федерації | Тверде   | Барбара Луш       | Кікі Бертенс Демі Схюрс      | L   | 3–6, 0–6 |
| Кубок Федерації 2013 зона Європа/Африка, група I | R/R    | 7 лютого 2013 | Ейлат, Ізраїль | Угорщина                                      | Тверде   | Жоана Валле Коста | Река-Луца Яні Каталін Мароші | L   | 4–6, 2–6 |